# Adler Da Silva
Adler Da Silva (Ginebra, 28 de diciembre de 1998) es un futbolista suizo. Juega de delantero y su equipo es el Š. K. Slovan Bratislava de la Superliga de Eslovaquia.

## Trayectoria

### Slovan Bratislava
Tras haber estado cedido por el FK Pohronie, el Slovan Bratislava decide ejecutar su opción de compra, luego, se marchó cedido al MFK Zemplín Michalovce de la Superliga de Eslovaquia hasta 2023.

## Clubes
| Club                            | País       | Año       |
| ------------------------------- | ---------- | --------- |
| Servette F. C.                  | Suiza      | 2015-2017 |
| Étoile Carouge F. C. (cedido)   | Suiza      | 2017      |
| Servette F. C. sub-21           | Suiza      | 2017-2018 |
| Grasshoppers sub-21 (cedido)    | Suiza      | 2018      |
| F. C. Sion sub-21               | Suiza      | 2018-2019 |
| F. C. Stade Nyonnais            | Suiza      | 2019-2020 |
| F. K. Pohronie                  | Eslovaquia | 2021      |
| Š. K. Slovan Bratislava         | Eslovaquia | 2021-     |
| MFK Zemplín Michalovce (cedido) | Eslovaquia | 2022      |
| Stal Rzeszów (cedido)           | Polonia    | 2023-2024 |

## Palmarés

### Títulos nacionales
| Título                  | Club                    | País       | Año  |
| ----------------------- | ----------------------- | ---------- | ---- |
| Superliga de Eslovaquia | Š. K. Slovan Bratislava | Eslovaquia | 2022 |
| Superliga de Eslovaquia | Š. K. Slovan Bratislava | Eslovaquia | 2023 |